# (225) Генриетта
(225) Генриетта (фр. Henrietta) — крупный астероид главного пояса, который принадлежит к редкому спектральному классу F и имеет очень тёмную поверхность, что говорит о присутствии в её составе большого количества углеродных соединений. Он был обнаружен 19 апреля 1882 года австрийским астрономом Иоганном Пализой в обсерватории города Вена и назван в честь Генриетты, жены французского астронома Пьера Жансена.  

Орбита астероида Генриетта и его положение в Солнечной системе
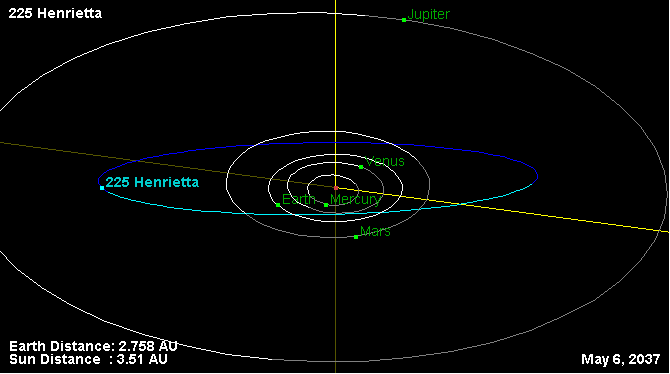
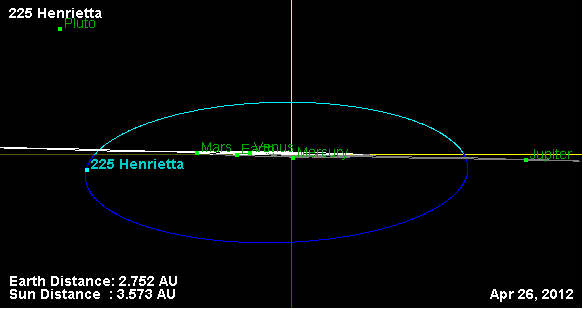

Генриетта входит в состав семейства Кибелы и находится в орбитальном резонансе с Юпитером 4:7. То есть на 4 оборота Юпитера вокруг Солнца приходится 7 оборотов астероида. Что является довольно слабым резонансом.